# 杰登·桑乔
杰登·马利克·桑乔（英語：Jadon Malik Sancho，2000年3月25日—）是一位英格兰足球运动员，司职翼锋，目前効力英超球隊曼聯，曾代表英格兰国家队参加国际比赛。他曾跟随英格兰U-17代表队赢得2017年U-17世界杯冠军。

## 俱乐部生涯

### 曼城
桑乔在伦敦出生，其父母均来自特立尼达和多巴哥。他自7岁起便开始在沃特福德踢足球，并于2015年3月以14岁之龄转投曼城青训营，初始转会费为66000英镑，根据附加条款则可能会增至500000英镑。桑乔跟随曼城学院队（U19梯队）参加了2016-17赛季的欧洲青年联赛，并自2017年1月起首次代表曼城精英发展队（U23梯队）参加英格兰职业发展联赛。桑乔持续在曼城青训营给人留下深刻的印象，并因此成为曼城俱乐部主席卡尔杜恩·阿尔·穆巴拉克圈定将于2017年5月迅速升入职业队的三位年青球员之一。在2017年7月，桑乔被排除在曼城的季前赛阵容之外，原因是他与俱乐部关于新合同中的确保上场时间存在分歧。随后有报道称他正试图强行离开俱乐部。

### 多蒙特
2017年8月31日，桑乔正式加盟德甲俱乐部多特蒙德，并签署了首份职业合同。桑乔与曼城原有一份奖学金合同，但因他看不到在一线队的前景而根据英国法规解约。由于多特蒙德不希望等待英格兰足总的仲裁，故为此支付了约700万欧元的转会费。桑喬從曼城轉會到多特蒙德的轉會合約中，有附加條款，未來桑喬轉會費的15％將屬於曼城所有。
尽管接过了登贝莱离开后所留下的7号球衣，桑乔最初仍是跟随多特蒙德二队参加第四级别的西部地区联赛，并依然具备参加欧洲青年联赛的资格。
2017年10月21日，17岁的桑乔在主教练彼得·保斯的带领下首次亮相德甲，在这场以2比2战平和睦法兰克福的比赛中，作为后备于第83分钟替换马克西米利安·菲利普登场，成为首位代表多特蒙德参加德甲的英格兰球员。2018年1月14日首次代表多特蒙德在联赛首发，并在面对沃尔夫斯堡的平局中击中门框。桑乔的首个职业联赛入球于2018年4月21日取得。这是在德甲以4比0战胜勒沃库森的比赛中的第一个入球，他还在这场比赛中送出两次助攻。2017-18賽季，桑喬出賽12場，有1個進球和4次助攻。
2018-19球季，桑喬於德甲全勤，12個進球和14次助攻，他這個賽季的表現也引來歐陸各大豪門（尤其是家鄉的英超球隊們）的注意。
2019-20球季，桑喬持續展現他的進攻創造力，以進球數第三及助攻數第二（17進球、15助攻）的成績結束本賽季。曼聯向多特蒙德多次殺價（多特蒙德開出了120M歐元的價碼）均遭到回絕，開季前一個月，多特蒙德以「時間上來不及再找替代人選」為理由，宣布中止任何在本賽季賣出桑喬的交易談判並和其延長合約至2023年季末。

### 曼聯
2021年7月1日，多蒙特官方宣佈，以8500萬歐元（約7300萬英鎊），向曼聯出售辛祖。據報簽合同並通過體檢，這兩項預計都將在2020年歐洲國家盃結束之後進行，而辛祖加盟曼聯後，將會獲得20萬鎊週薪。2021年7月23日，曼聯正式宣佈簽入辛祖。
2021年8月14日，辛祖在對列斯聯的英超聯賽中後備入替，完成自己第一場的英超比賽。
2021年11月24日，辛祖在對維拉利爾的歐聯賽中取得在曼聯的首個入球。5日後，辛祖在對車路士的英超聯賽中射入他的第一個英超入球。
2023–24球季，辛祖由於與時任曼聯主教練腾哈格產生衝突，遭下放到U-19青年隊，更不被允許進入一線隊飯堂用餐及外借至多蒙特。
2024–25球季，辛祖再被外借，至英超的競爭對手車路士一个赛季。这笔租借没有租借费，切尔西将承担桑乔的大部分工资。租借协议中包含2000万至2500万英镑的买断条款。

## 国家队生涯
桑乔曾入选各级英格兰青年足球代表队，包括16岁以下、17岁以下和19岁以下级别。2017年5月，桑乔作为英格兰U17代表队的成员参加了欧洲U-17足球锦标赛决赛，并凭借优异的表现当选赛事最佳球员。2017年9月，桑乔入选了参加2017年國際足協U-17世界盃的英格兰队大名单，但他所在的德国俱乐部却拒绝放行。双方最终达成了一项协议，允许其参加分组赛，但若英格兰晋级淘汰赛，则不能确保他的参赛资格。2017年10月8日，桑乔在英格兰对阵智利的首场比赛中独中两元。10月16日，在英格兰于八分之一决赛对阵日本前夕，他被多特蒙德从赛事中召回，而英格兰则在桑乔缺阵的情况下夺得冠军 。
2017年11月2日，桑乔首次入选英格兰U19代表队，以参加2018年欧洲U-19足球锦标赛预选赛，对手为法罗群岛、冰岛和第8小组的东道主保加利亚。在以6比0战胜法罗群岛的比赛中，桑乔第一次代表英格兰U19首发，并在持续了70分钟之后被本·布里爾頓·迪亞斯换下；而在2比0战胜冰岛的比赛中，他又于第66分钟替换布莱顿登场，从而确保了球队晋级精英轮。在末轮对阵保加利亚的比赛中，英格兰凭借他射入的全场唯一入球而夺得小组头名。作为布莱顿的替补，桑乔于2018年3月21日的精英轮首场，即英格兰以4比1战胜匈牙利的比赛中射入最后一球。
在2018-19赛季令人印象深刻的开局之后，桑乔于2018年10月4日首次获得英格兰成年组代表队的征召，以备战对阵克罗地亚及西班牙的欧洲国家联赛。在10月12日客场以0比0战平克罗地亚的比赛中，他于第78分钟替换登场，完成国家队首秀。
2021年6月，桑乔入選英格蘭足球代表隊參加因疫情而延後一年的2020年歐洲足球錦標賽。英格蘭史上首次晉身歐洲國家盃決賽。一百二十分鐘後比數為一比一，最終進入PK大戰（十二碼對決）。由於桑乔與拉舒福特及萨卡射失而導致英格蘭與歐國盃冠軍失之交臂，同時三人亦因此而被大量英格蘭球迷批評。賽後，該三名球員遭球迷種族歧視辱罵。
由於在2021/22球季在曼聯糟糕的表現，讓他落選了英格蘭2022年國際足協世界盃的26人大名單。之後即使在2023/24球季在回歸多蒙特期間表現亮麗，仍落選了英格蘭2024年歐洲國家盃的26人大名單。

## 生涯數據

### 俱樂部
最後更新：2021年5月22日
| 俱樂部       | 賽季     | 聯賽                 | 聯賽 | 聯賽 | 盃賽 | 盃賽 | 歐戰 | 歐戰 | 其他 | 其他 | 總計 | 總計 |
| 俱樂部       | 賽季     | 層級                 | 出賽 | 進球 | 出賽 | 進球 | 出賽 | 進球 | 出賽 | 進球 | 出賽 | 進球 |
| ------------ | -------- | -------------------- | ---- | ---- | ---- | ---- | ---- | ---- | ---- | ---- | ---- | ---- |
| 多特蒙德二隊 | 2017–18  | 德國足球西部地區聯賽 | 3    | 0    | —    | —    | —    | —    | —    | —    | 3    | 0    |
| 多特蒙德     | 2017–18  | 德甲                 | 12   | 1    | 0    | 0    | 0    | 0    | —    | —    | 12   | 1    |
| 多特蒙德     | 2018–19  | 德甲                 | 34   | 12   | 2    | 0    | 7    | 1    | —    | —    | 43   | 13   |
| 多特蒙德     | 2019–20  | 德甲                 | 32   | 17   | 3    | 0    | 8    | 2    | 1    | 1    | 44   | 20   |
| 多特蒙德     | 2020–21  | 德甲                 | 26   | 8    | 6    | 6    | 6    | 2    | 0    | 0    | 38   | 16   |
| 多特蒙德     | 總計     | 總計                 | 104  | 38   | 11   | 6    | 21   | 5    | 1    | 1    | 137  | 50   |
| 曼聯         | 2021-22  | 英超                 | 29   | 3    | 1    | 1    | 7    | 1    | —    | —    | 38   | 5    |
| 曼聯         | 2022-23  | 英超                 | 2    | 0    | 0    | 0    | 0    | 0    | —    | —    | 2    | 0    |
| 曼聯         | 總計     | 總計                 | 31   | 3    | 1    | 1    | 7    | 1    | —    | —    | 40   | 5    |
| 生涯總計     | 生涯總計 | 生涯總計             | 138  | 41   | 12   | 7    | 28   | 6    | 1    | 1    | 180  | 55   |

1. ↑  包含德國足協盃
2. 1 2 3  在歐洲冠軍聯賽出賽
3. ↑  在德國超級盃出賽

### 國家隊
最後更新：2021年7月12日
| 國家隊 | 年分 | 出賽 | 進球 |
| ------ | ---- | ---- | ---- |
| 英格蘭 | 2018 | 3    | 0    |
| 英格蘭 | 2019 | 8    | 2    |
| 英格蘭 | 2020 | 7    | 1    |
| 英格蘭 | 2021 | 4    | 0    |
| 總計   | 總計 | 22   | 3    |

### 國家隊進球
| # | 日期           | 場館                                                | 場次 | 對手   | 進球 | 賽果 | 競賽                   | 參考來源 |
| - | -------------- | --------------------------------------------------- | ---- | ------ | ---- | ---- | ---------------------- | -------- |
| 1 | 2019年9月10日  | 英格兰，南安普頓 · 聖瑪麗球場（St Mary's Stadium ） | 8    | 科索沃 | 4–1  | 5–3  | 2020年歐洲國家盃外圍賽 | [ 38 ]   |
| 2 | 2019年9月10日  | 英格兰，南安普頓 · 聖瑪麗球場（St Mary's Stadium ） | 8    | 科索沃 | 5–1  | 5–3  | 2020年歐洲國家盃外圍賽 | [ 38 ]   |
| 3 | 2020年11月12日 | 英格兰，倫敦 · 温布利球場（Wembley Stadium）        | 16   | 愛爾蘭 | 2–0  | 3–0  | 熱身賽                 | [ 39 ]   |

## 荣誉及奖项

### 俱乐部
多特蒙
- 德國超級盃冠軍：2019年
- 德國盃冠軍：2021年[40]
- 歐洲聯賽冠軍盃亞軍：2023–24

曼聯
- 英格兰联赛盃冠军：2022–23

 切尔西
- 欧洲协会联赛冠軍：2024–25年

### 國家隊
英格兰U17
- 國際足協U-17世界盃冠军：2017年

英格蘭
- 歐洲足協國家聯賽季軍：2018-19賽季
- 歐洲國家盃亞軍：2020[34]

### 個人
- 欧洲U-17足球锦标赛最佳球员：2017年（英语：2017 UEFA European Under-17 Championship）